# Actinopyga agassizii
Actinopyga agassizii (tên thông dụng: hải sâm năm răng hoặc hải sâm Tây Ấn) là một loài hải sâm trong họ Holothuriidae, được thu hoạch để làm thực phẩm. Nó được nhà động vật học người Đức Emil Selenka mô tả lần đầu tiên vào năm 1867. A. agassizii có nguồn gốc từ khu vực Tây Đại Tây Dương, bao gồm vịnh Mexico và biển Caribe.

## Miêu tả
Actinopyga agassizii có chiều dài tối đa khoảng 35 cm (14 in). Nó có màu trắng  với những đốm nâu vàng rải rác. Lớp da dày, mặt trên được lót bằng những nhú (chỗ lồi hình nón) trong khi các hàng chân ống được tìm thấy ở mặt dưới. Nó có năm chiếc răng bao quanh hậu môn, do đó được gọi là hải sâm năm răng.

## Phân bố và môi trường sống
Actinopyga agassizii phân bố ở khu vực nhiệt đới Tây Đại Tây Dương, kéo dài từ vịnh Mexico đến biển Caribe. Nó cũng được tìm thấy ngoài khơi bờ biển Bermuda. Loài hải sâm này sống ở các khu vực nhiều đá, rạn san hô và thảm cỏ biển ở độ sâu từ 0 đến 54 m (177 ft).

## Sinh thái
Actinopyga agassizii ăn mạt vụn trên bãi tảo và thảm cỏ biển, cũng như các khu vực có cát hoặc đá. Mỗi cá thể chỉ mang một trong hai giới tính và có một tuyến sinh dục duy nhất. Loài này sinh sản, thụ tinh bên ngoài cơ thể và có dấu hiệu ấp trứng. Vòng đời của nó bao gồm phôi phát triển thành ấu trùng bơi tự do, trước khi có hình dạng thùng và trải qua quá trình biến thái để thành một con hải sâm non. Để tự vệ, nó có thể tống ra các cụm sợi dính gọi là ống Cuvieria có chứa saponin độc hại holothurin, làm tê liệt các động vật khác.

## Tình trạng
Actinopyga agassizii được đánh bắt để làm thực phẩm trong nghề cá quy mô nhỏ. Tuy nhiên, số lượng và địa điểm nơi nó được đánh bắt hiện vẫn chưa xác định. Nó ít phổ biến hơn trong nghề cá so với các loài hải sâm khác, mặc dù sản lượng có thể tăng lên khi các loài khác có nhu cầu cao hơn bị đánh bắt cạn kiệt. Tình trạng bảo tồn của nó được IUCN liệt kê là "ít quan tâm".